# Berlins S-Bahn
Berlins S-Bahn er et nærbanenet i Berlin og omegn, Tyskland. Banen åbnede i 1924 og er dermed Tysklands ældste af sin slags. Den består af 15 linjer med 166 stationer og et skinnenet på 329,3 km. S-Bahn har 375 mio. passagerer årligt (2006). Tallet har været støt stigende siden genforeningen.
S-Bahn-nettet består af fire hovedlinjer: En central øst-vestgående linje i terræn (die Stadtbahn), en central nord-sydgående linje, der primært er undergrundsbane (die Nord-Süd Bahn) og en ringbane i terræn (die Ringbahn). Fra ringbanen er der desuden ruter til forstæderne.
S-Bahn drives af Deutsche Bahn-datterselskabet S-Bahn Berlin GmbH. Berlins S-Bahn er integreret med Berlins U-Bahn, der til sammen udgør kernen i byens kollektive trafik. U-Bahn drives af BVG, men har fælles takstsystem med S-Bahn.

## Historie
Forgangeren til S-Bahn blev har rødder helt tilbage til 1882. Efter etableringen af Stor-Berlin blev der satset mere på S-Bahnen, der blev udbygget kraftigt. I 1924 åbnedes den første elektrificerede strækning fra den nuværende Nordbahnhof til Bernau. I 1930 begyndte Berlins bybane, ringbanen og forstadsbanerne at køre under det fælles navn S-Bahn. I 1930'erne planlagdes en ny stor udbygning af S-Bahn-nettet i forbindelse med Hitlers Welthauptstadt Germania. Dele af udbygningerne blev ført ud i livet, mens andre blev skrinlagt.
I Berlins periode som delt by blev S-Bahn i begge bydele drevet af DDR's jernbaneselskab Deutsche Reichsbahn, hvilket fik mange i Vestberlin til at boykotte S-Bahn. Man opfattede det at købe en billet til S-Bahn som støtte til det østtyske kommunistiske regime. S-Bahn-nettet var opdelt i et vestligt og et østligt net, hvis eneste fælles station var Bahnhof Berlin Friedrichstraße, der lå i Østberlin. Friedrichstraße var den vigtigste station. Stationen opdelt i to fysisk adskilte områder – et for østberlinere og et for vestberlinere. Kun vestberlinerne kunne skifte til et af de østberlinske tog.
Grundet boykotten tabte Deutsche Reichsbahn stort på at drive banen. I 1976 blev trafikken på banerne til Wannsee og Spandau kraftigt nedskåret, og en del linjer blev helt nedlagt i Vestberlin. Samtidig blev U-Bahn udbygget i Vestberlin, bl.a. med linje U7. I Østberlin var S-Bahn det populæreste transportmiddel, og nettet blev fortsat udbygget i Østberlin – bl.a. med en linje til Flughafen Schönefeld i 1962 og linjer til Ahrensfelde og Wartenberg i 1982 og 1985.
De ansatte strejkede i 1980 for anden gang som følge af at man valgte at skære yderligere ned på togdriften, bl.a. blev visse linjer reduceret til 40-minutters drift. Deutsche Reichsbahn besvarede strejken ved at fyre de ansatte i Vestberlin og valgte at indskrænke antallet af linjer til 3 i stedet for de hidtidige 10. Trafikken på Siemensbahn blev nedlagt. Driften af S-Bahn gav fortsat kæmpe underskud, og situationen blev mere og mere uholdbar. I 1984 blev der indgået en aftale med Vestberlins senat om at BVG overtog driften af S-Bahn i vest. Det medførte forbedringer af S-Bahn i Vestberlin, men det var først efter Berlinmurens fald, at S-Bahn atter blev et populært transportmiddel i byen.
Efter murens fald blev alle S-Bahns linjer genetableret og de tidligere nedlagte linjer i vest åbnede på ny. Nye stationer blev opført og gamle blev renoveret, f.eks. Hackescher Markt.

## Linjenettet
De fleste af de 15 linjer kører hvert 6. eller 10. minut i dagtimerne. Siden 2003 har alle linjer desuden kørt hvert 30. minut natten efter fredage og lørdage.
| S1  | Wannsee – Frohnau - Oranienburg                                       |
| S2  | Blankefelde - Lichtenrade – Buch - Bernau                             |
| S25 | Teltow Stadt - Lichterfelde Süd - Potsdamer Platz – Hennigsdorf       |
| S3  | Spandau - Friedrichshagen - Erkner                                    |
| S41 | Gesundbrunnen - Ostkreuz – Südkreuz – Westkreuz - Gesundbrunnen       |
| S42 | Gesundbrunnen - Westkreuz – Südkreuz – Ostkreuz – Gesundbrunnen       |
| S45 | Flughafen Berlin-Schönefeld - Südkreuz ( - Bundesplatz )              |
| S46 | Königs Wusterhausen -Westend                                          |
| S47 | Spindlersfeld - Hermannstraße (– Südkreuz)                            |
| S5  | Westkreuz – Charlottenburg – Mahlsdorf – Strausberg – Strausberg Nord |
| S7  | Potsdam Hauptbahnhof - Ahrensfelde                                    |
| S75 | Spandau – Warschauer Straße – Wartenberg                              |
| S8  | (Zeuthen –) Grünau – Hohen Neuendorf                                  |
| S85 | (Grünau –) Schöneweide – Waidmannslust                                |
| S9  | Flughafen Berlin-Schönefeld - Blankenburg                             |